# VM2000
VM2000是由富士通-西門子電腦公司（更之前稱為Siemens Nixdorf Informationssysteme公司）針對自家大型主機：S、SX系列所提出的虛擬化軟體、虛擬化作業系統（Hypervisor）。
VM2000（最新版本為8.0）可以在一部S系列的商務伺服器上同時建立、執行最高達15個的虛擬系統，或者是在SX系列上開設最高達99個的虛擬客體系統，並在客體環境上執行BS2000/OSD作業系統或Linux作業系統。此外無論開設、建立多少個數目的虛擬環境，最後一個客體必然是執行BS2000/OSD作業系統，且必然擔任整體監估管理的工作。
VM2000以Hypervisor的主體身份管控每一個客體作業系統，而所有的硬體週邊都可以線上動態的進行指定指派、分享等彈性調度，而不用中斷原有的營運執行工作，同時處理器也可以透過排程方式將運算資源、運算力分配給各客體，使處理器的使用率、運算價值提升，而且運算力的排程也一樣可線上動態的調撥、調整。
進一步的，VM2000也具備服務層級管理（service level management）的工具程式，可由系統管理人（或稱：資管師）事先設定好的運作上的條件管理及對應政策，之後透過系統監督機制隨時瞭解系統的運作狀態，一旦狀態與事先設立的條件切合，管理工具就會自動依據事先決議好的對應政策進行運算力與運算資源的調整，如配置更多記憶體，減少連線頻寬等。